# 장미빛 인생 (영화)
"장미빛 인생"은 1994년에 개봉한 대한민국의 멜로 영화이다.

## 캐스팅
- 최명길 : 마담 역
- 최재성 : 동팔 역
- 차광수 : 기영 역
- 이지형 : 유진 역
- 황미선 : 미스오 역
- 명계남 : 사격장주인 역
- 최종원 : 한사장 역
- 최동준 : 기관간부 역
- 추봉 : 만화도매상주인 역
- 박용팔 : 인부1 역
- 유일문 : 인부2 역
- 홍명구 : 인부3 역
- 주상호 : 스텐빠사회자 역
- 이석구 : 가출소년아버지 역
- 박영노 : 기관사내 역
- 안진수 : 회사간부 역
- 문지현 : 무희 역
- 임진택 : 불량배1 역
- 정진완 : 불량배2 역
- 전대병 : 불량배3 역
- 이승훈 : 불량배4 역
- 김민수 : 불량배5 역
- 원신연 : 불량배6 역
- 대호 : 불량배7 역
- 김한준 : 가출소년 역
- 김은숙 : 다방아가씨1 역
- 이선미 : 다방아가씨2 역
- 박정규 : 웨이터 역
- 배장수 : 조사장 역
- 이세련 : 스텐빠여가수 역
- 이종현 : 동팔아이 역
- 권성룡 : 두목 역
- 이종상 : 어깨들 역
- 조태봉 : 어깨들 역
- 정봉연 : 어깨들 역
- 김진근 : 어깨들 역
- 김덕형 : 어깨들 역
- 신범식 : 어깨들 역
- 박상현 : 어깨들 역
- 이광수 : 어깨들 역
- 심재원 : 어깨들 역
- 전진태 : 어깨들 역

## 수상
- 1994년 제5회 춘사영화상
  - 신인감독상 - 김홍준
  - 심사위원특별상 - 최명길
- 1994년 제15회 청룡영화상
  - 여우주연상 - 최명길
  - 신인감독상 - 김홍준
  - 각본상 - 육상효
- 1994년 제15회 프랑스 낭트3대륙 영화제 
  - 여우주연상 - 최명길
- 1995년 제33회 대종상
  - 시나리오상 - 육상효
- 1995년 제31회 백상예술대상
  - 영화부문 여자 최우수연기상 - 최명길
  - 영화부문 신인감독상 - 김홍준
  - 영화부문 시나리오상 - 육상효